# A Panama-akták által érintett személyek listája
A Panama-akták elnevezésű pénzügyi botrány által érintett személyek listája.

## Államfők és kormányfők

### Hivatalban lévők
- Mauricio Macri, argentin elnök[1] (2015–)
- Enrique Peña Nieto, Mexikó elnöke[1]
- Szalman, szaúdi uralkodó[1] (2015–)
- Zayed Al Nahyan kalifa, egyesült arab emírségekbeli kalifa és Abu Dhabi emírje[1] (2004–)
- Petro Poroshenko, ukrán elnök[1] (2014–)

### Korábbiak
- Bidzina Ivanisvili, grúz elnök[1]
- Ayad Allawi, iraki miniszterelnök[1]
- Ali Abu al-Ragheb, jordán miniszterelnök[1]
- Pavlo Lazarenko, ukrán miniszterelnök[1] (1996–1997)
- Mahmud Ahmadinezsád, korábbi iráni elnök,[2]
- Sigmundur Davíð Gunnlaugsson, izlandi miniszterelnök[1] (2013–2016)
- Ion Sturza, Moldova korábbi miniszterelnöke,[3]

## Politikusok
- Horváth Zsolt korábban aktív Fideszes, kecskeméti képviselő,[4]
- Boldvai László MSZPs politikus,[5]

## Politikusok hozzátartozói, velük kapcsolatban álló személyek
- Hszi Csin-ping családjának egyes vállalatai, például sógora Teng Csia-kuj két cége,[6]
- Li Peng lánya,[6]
- Csia Csin-ling unokája,[forrás?]
- Po Hszi-laj politikussal kapcsolatban álló személy,[6]
- Csang Kao-li rokonai,[6]
- Liu Jün-san rokonai,[7]
- Nawaz Shariff, pakisztáni miniszterelnök,[2]
- Jordi Pujol korábbi katalán elnök fia, Oleguer Pujol.[8]

## Egyéb személyek
- Gonzalo Delaveau, Transparency International chilei vezetője,[9]
- Jackie Chan, színész,[7]
- Dejan Zavec, szlovén bokszoló,[10]
- Luca Cordero di Montezemolo, az Alitalia légitársaság vezetője,[11]
- Michel Platini az Európai Labdarúgó-szövetség korábbi elnöke,[12]
- Agustin Almodovar, Pedro Almodóvar spanyol filmrendező testvére,[11]
- Vasile Frank Timis, román üzletember,[13]
- Cristian Borcea, román üzletember,[14]
- Constantin Iacov, román üzletember,[15]
- Nico Rosberg német-finn kettős állampolgárságú Formula–1-es autóversenyző[16]
- Lionel Messi, argentin labdarúgó,[12]
- Iván Zamorano, chilei labdarúgó,[17]
- Gabriel Heinze, argentin labdarúgó,[17]
- Gianni Infantino az Európai Labdarúgó-szövetség elnöke,[18]
- Jérôme Valcke az Európai Labdarúgó-szövetség korábbi főtitkára,[19]
- Mario Vargas Llosa Nobel-díjas perui író[8]